# エメラルダス (釣具)
エメラルダスは、ダイワ精工（現グローブライド）が開発、販売しているエギングのブランド。
現在、ロッド、リール、ライン、エギ、その他エギングに関係するものを開発、販売している。
　

## ロッド
現在、ソルティストエクストリーム（ダイワにおけるエギングロッドの最高峰）、ソルティスト（ランクは中級）、インフィートエクストリーム、インフィートシリーズ、エーギーなどを発売している。
ダイワは、アウトガイドのほかにインナーガイドにも力を入れている。インナーガイドは、重い、糸の出が悪いなどの問題を、独自の技術により改善し、インナーガイドの概念を変えた。
アウトガイドにも、スーパーメタルトップやKガイドなどを採用したロッドも開発されている。
現在インフィートエクストリームを除く、他のシリーズではインターライン、アウトガイド両方を展開している。

## リール
エメラルダス コロッサル、エメラルダス、エーギーを発売している。エメラルダス コロッサル、エメラルダスは、ソルティガなどでハイパーデジギアを搭載している。ダブルハンドル、シングルハンドル双方を各モデルにて販売している。ザイオンなどのカーボン素材を採用したモデルもあり、大幅なな軽量化と耐久性を実現させた。
エギング対応ベイトリールなども発売されている。

## エギ
エギは、ミッドスクイッドシリーズなどさまざまな種類が発売されている。
唯一音に注目したエギも開発され、人気が高い。